# Xenotilapia nigrolabiata
Xenotilapia nigrolabiata är en fiskart som beskrevs av Poll, 1951. Xenotilapia nigrolabiata ingår i släktet Xenotilapia och familjen Cichlidae. IUCN kategoriserar arten globalt som livskraftig. Inga underarter finns listade i Catalogue of Life.